# Козино (Костромская область)
Козино — деревня в Северном сельском поселении Сусанинского района Костромской области России. Находится недалеко от деревни Актонаево.

## География
Одна улица — Центральная.
Расстояние до районного центра Сусанино — 11 км, до Костромы — 47 км, до Москвы — 344 км.
Расстояния до аэропортов: Сокеркино 41 км, Ярославль 98 км.
Ближайшие населенные пункты: Актонаево, Мининское 1 км, Дьяковка 1 км, Любимцево 1 км, Леонтьево 1 км, Троицкое 2 км, Медведки 3 км, Завод 3 км, Озеряйки 3 км, Волково 4 км, Бородулино 4 км, Насакино 4 км, Головинское 4 км, Заболотье 5 км, Паршуки 5 км, Новоселки 5 км, Северное 5 км

## Население
| 2008 | 2010 | 2014 |
| ---- | ---- | ---- |
| 1    | ↗3   | ↘1   |

## Транспорт
Подъезд к проходящей в примерно в 800 м к северо-западу автодороге регионального и межмуниципального значения 34Н-3 Кострома-Сусанино-Буй.